# داود سمرة
داود سمرة (1877-1960)، وهو القاضي اليهودي العراقي داود بن حسقيل بن شوعة سمرة، والذي كان أحد أبرز القضاة في عهد المملكة العراقية. ولد داود في 8 كانون الأول 1877 من عائلة يهودية في بغداد، وتربى ونشأ فيها ولم يغادر العراق منذ ولادته لغاية وفاته عام 1960. وكانت دراسته الأولية في مدرسة الاليانس والمدرسة الاعدادية الملكية، وسافر إلى إسطنبول في شهر آب 1899 وأنتمى إلى مدرسة الحقوق ونال الإجازة وعاد إلى بغداد في نيسان 1905. ومارس المحاماة في أول تعيينه بوظائف الدولة العثمانية.

## عمله في القضاء
- اختارته محكمة التمييز وهي أعلى جهة قضائية في العراق، في سنة تأسيسها نائباً للرئيس وهو أول عراقي يشغل هذا المنصب أما رئيس محكمة التمييز فكان بريطاني الجنسية، وقد استمر نائبا لرئيس محكمة التمييز في منصبه هذا لمدة تصل إلى ثلاثين عاما، ولم يتركه إلا باختياره.

- كان عضوا في المحكمة العليا التي كانت تعقد بصورة مؤقتة وفق دستور عام 1925 العراقي للنظر بمسألة دستورية محددة، وتشكل للنظر في المسائل الدستورية بموجب ارادة ملكية من أربعة أعضاء من مجلس الأعيان، ومن أربعة قضاة من أعضاء محكمة التمييز برئاسة رئيس مجلس الأعيان، وقد عقدت هذه المحكمة أكثر من عشرين مرة طيلة العهد الملكي، وكان داود سمرة عضوا في أربعة مرات وله الأثر الواضح فيها وهي كما يلي:

1. المرة الأولى: جلسة 25 شباط 1931 لتفسير المادة (35) من الدستور الملكي (القانون الاساسي) فيما يتعلق بمخصصات عضو مجلس الأعيان عند وفاته.
2. المرة الثانية: جلسة 24 كانون الأول 1941 للنظر في مسألة تعديل صلاحية الملك الدستورية في الفترة التي يتولى فيها الوصي على العرش السلطة بسبب صغر سن الملك.
3. المرة الثالثة في 25 كانون الأول 1941 للنظر في جواز تولي المرأة للعرش في حالة عدم وجود رجل في الاسرة المالكة، أي عند انقطاع ذرية الملك من الذكور (الرجال).
4. والمرة الاخيرة في 23 شباط 1942 لتحديد عدد أعضاء مجلس الأعيان.

وفي جميع القضايا التي تولت المحكمة العليا دراستها واصدار قرار فيها كان لداود سمرة الأثر فيها.
- عمل في الادعاء العام (النيابة العامة).

- عمل في ديوان التدوين القانوني (مجلس شورى الدولة) حيث كان له دور في كتابة قانون الحكام والقضاة رقم (31) لسنة 1929 والقانون الذي حل محله القانون رقم 27 لسنة 1945 وقانون الخدمة القضائية رقم (58) لسنة 1956 والقانون المدني رقم (41) لسنة 1951 وقانون المرافعات المدنية والتجارية رقم (88) لسنة 1956.

كان له دور في كتابة أول دستور عراقي لسنة 1925 وفي التعديل الأول للدستور الذي صدر في السنة الأولى لتطبيق الدستور.
وقد اْنعم عليه الملك فيصل الأول بوسام الرافدين من الدرجة الرابعة ومن النوع المدني.

## تدريسه في كلية الحقوق
تولى التدريس في مدرسة الحقوق منذ تأسيسها وحتى بعد تحويلها إلى كلية الحقوق، لسنوات عديدة، وتولى تدريس عدة مواد أهمها المرافعات وأصول المحاكمات الحقوقية والتنفيذ والقانون المدني وسواها من فروع القانون كقانون الإجراء، وقانون أحكام الصلح، ولقد أفاد منه طلابه لعدة اعتبارات أهمها:
- معلوماته في الشريعة الإسلامية التي كان يقضي بموجب احكامها إذ كانت مجلة الاحكام العدلية هي المرجع في الاحكام حتى عام 1955 واطلاعه على القوانين الغربية بسبب اجادته اللغة الإنكليزية والمامه العام باللغات الاوربية.
- جمعه بين معلوماته النظرية للدراسة مع الجانب العملي باعتباره قاضيا.

## مجلسه وامكاناته الشخصية
يتقن لغات عدة مع اللغة العربية مثل اللغة التركية والعبرية والفرنسية والإنجليزية.
كان له مجلس ثقافي عام يعقده في داره ببغداد، تناقش فيه مختلف المواضيع من لغة وتاريخ وثقافة وأدب وفلسفة وموروث شعبي وفقه إسلامي، فمجلسه من المجالس المتميزة في بغداد، حيث يتردد عليه أهل الأدب واصحاب القانون والثقافة العامة.
ومما كان يثري مجلسه قدرته وتضلعه في احكام الشريعة والفقه الإسلامي بحكم دراسته لها وتوليه القضاء على وفق أحكامها الفقهية في النزاعات والخصومات إذ انها اساس القوانين للدولة العثمانية والدولة العراقية حتى عام 1955.
وتظهر ثقافته واضحة من المواضيع التي يتم مناقشتها في مجلسه البغدادي كالفلسفة اليونانية وتاريخ العالم والمعتزلة والمتصوفة واخوان الصفا والتاريخ العباسي والعثماني والشعر والأدب وعلم الاجتماع وعلم الكلام والمنطق والجدل والأفكار الفقهية للمدارس الإسلامية وسواها.
كما انه يتميز بفلسفته القانونية والقضائية والتي برع فيها أكثر من غيرها.

## مؤلفاته
كتب مصنفات ومؤلفات كثيرة في القانون، من مثل:
- شرح قانون الجزاء
- شرح قانون الإجراء
- شرح قانون اصول المحاكمات الحقوقية
- شرح قانون المحاكم العلمية
- قانون حكام الصلح المؤقت وما يتعلق به من الانظمة والبيانات
- مذكرات داود سمرة نائب رئيس محكمة تمييز العراق سابقا

ويتميز في كتبه بمعالجة الموضوع ومتابعة للدعوى من بدئها بتقديم طلب القضية مرورا بالمرافعة والحكم والطعن بالحكم وتنفيذ الحكم، حتى استيفاء الحق عن طريق تنفيذه.
كما تناول فيها شرحا مفصلا لأحكام القضاء والادلة والشهادات والاحوال الطارئة على الدعوى وغيرها.